# Karabin McMillan M87
McMillan M87 – amerykański wielkokalibrowy karabin wyborowy. Jest to powiększona wersja karabinu wyborowego McMillan M86. 

## Wersja
Karabin produkowany jest w wersjach:
- M87 – wersja jednostrzałowa, z kolbą stałą.
- M87R – wersja powtarzalna wyposażona w magazynek pięcionabojowy.
- M87R Combo 50 – odmiana M87R wyposażona w odejmowaną kolbę.